# Ferdi Başoda
Ferdi Başoda (* 9. Januar 1983 in Ordu) ist ein türkischer Fußballspieler in Diensten von Turgutluspor.

## Karriere
Başoda begann mit dem Vereinsfußball in der Jugend des Amateurvereins 68 Yeyni Aksarayspor und wechselte von hier, mit einem Profivertrag ausgestattet, zum TFF 3. Lig-Verein Aksarayspor. Dort kam er in seiner ersten Spielzeit nur zu zwei Ligaspieleinsätzen. Mit Aksarayspor stieg er aber in seiner ersten Saison als Meister der TFF 3. Lig in die TFF 2. Lig auf. In der zweiten Saison eroberte er einen Stammplatz und spielte hier zwei weitere Spielzeiten.
Zum Sommer 2005 wechselte er zum Zweitligisten Sakaryaspor und wurde bereits nach einer halben Saison an den Drittligisten Şanlıurfa Belediyespor verliehen. Zur nächsten Saison verlieh man ihn für die Dauer einer Spielzeit an den Zweitligisten Elazığspor. Bei dieser Mannschaft erreichte er in 27 Ligabegegnungen 14 Treffer und war damit einer der erfolgreichsten Torjäger der Liga. Nach der Rückkehr am Saisonende zu Sakaryaspor eroberte er auch hier einen Stammplatz und war mit seinen zwölf Treffern einer der treffsichersten Spieler seines Teams. 
Zur Spielzeit 2008/09 wechselte er zum Erstligisten Konyaspor. Nachdem er hier eine halbe Spielzeit überwiegend auf der Bank saß, wurde er für den Rest der Spielzeit an seinen alten Verein Sakaryaspor ausgeliehen. Am Saisonende kehrte er zu dem abgestiegenen Konyaspor zurück und erreichte mit dieser Mannschaft über den Relegationssieg der TFF 1. Lig den sofortigen Wiederaufstieg in die Süper Lig.
Da sein auslaufender Vertrag von Konyaspor nicht mehr verlängert wurde, verließ Başoda 2010 diesen Verein und einigte sich mit Boluspor. Hier spielte er nur eine halbe Spielzeit und heuerte in der Winterpause bei Giresunspor an.
Nachdem er die Hinrunde der Spielzeit 2011/12 in der TFF 1. Lig beim Aufsteiger Elazığspor verbracht hatte, wurde zur Rückrunde 2011/12 sein Wechsel zum Zweitligisten Kartalspor verkündet. Im März 2013 wechselte er zu Turgutluspor.

## Erfolge
- Mit Aksarayspor:
  - Meister der TFF 3. Lig: 2002/03
  - Aufstieg in die TFF 2. Lig: 2002/03

- Mit Konyaspor:
  - Relegationssieger der TFF 1. Lig (1): 2009/10
  - Aufstieg in die Süper Lig (1): 2009/10